# Легенда про Леніна
«Леге́нда про Ле́ніна» — п'єса українського письменника Миколи Куліша.

## Історія створення
11 листопада 1927 року до десятої річниці Жовтневої революції у «Березолі» відбулася прем'єра вистави «Жовтневий огляд». Композиція та постановка Леся Курбаса за творами Михайла Семенка, Павла Тичини, Миколи Куліша, Валер'яна Поліщука, Михайла Йогансена, Юрія Смолича, Степана Бондарчука, Володимира Маяковського, Йоганнеса Бехера, Ернста Толлера, Альберта Еренштейна, Людвіга Рубінера, Агуста Штрамма. Художниками були В. Меллер, Д. Власюк, Є. Товбін.
Для цього огляду Микола Куліш написав двоє драматичних етюдів: «Легенда про Леніна» та одноактівку «Колонії та колоніальна політика».
«Легенда про Леніна» друкувалася окремо в журналі «Сільський театр» (1928 — № 1).
Примірник «Жовтневого огляду» зберігся в березільському архіві Харківського театру імені Тараса Григоровича Шевченка. Цей текст повністю надрукований уперше в журналі «Київ» (1987 — № 11. Публікація і коментар М. Лабінського). «Жовтневий огляд» також увійшов до книжки «Лесь Курбас. „Березіль“. Із творчої спадщини». (Київ, «Дніпро», 1988).

## Зміст
У п’єсі змальовано місіонерську школу в Китаї, де проводиться урок. Головні персонажі: Вчитель (він же Пастор); Джан (з перс. «душа»); Хой та інші школярі.
Джан, спізнившись на урок, потрапляє на опитування Пастором учнів щодо творця ангелів. Припустивши, що ангелів створив англійський король, Джан отримує покарання шляхом побиття бамбуковою палицею. Пастор розтлумачує школярам, що ангелів створив Бог, якого треба боятися. Після того, як Пастор виходить із класної кімнати, Джан розповідає дітям про те, що скоро вони всі звільняться від бідності, тому що їм допоможе Ленін, який «як каже, то слова обертаються на зірки червоні і так ясно сяють бідним…», - школярі зустрічають це радо й втішено. Коли Пастор знову заходить у кімнату, питаючи Хоя про того, хто не боїться ні короля, ні бога, той відповідає: «Ленін». П’єса завершується показом екрану, де зазначено: «Ленін живе в серцях пригноблених усього світу!».

## Передумови написання
Уся драматургія М.Куліша присвячена актуальним питанням сучасності. Оперативно відгукуватися на нові явища життя – художницький девіз неспокійного митця, і це знайшло пряме відбиття в тематиці п'єс. Не зважаючи на те, що етюд «Легенда про Леніна» носить відкритий тенденційний характер і має на меті уславлення партії та Леніна зокрема, М.Куліш описує явища, знайомі радянському читачу не з чуток.
Йосип Кисельов вказує, що драматург, живучи і працюючи в Олешках, на власні очі бачив страхітливі картини голоду, що вибухнув взимку 1921-1922 року на півдні України, так само як і на Поволжі. Тоді, очевидно, задля заручення підтримкою населення та створення ілюзії піклування держави про своїх громадян, радянський уряд, комуністична партія та, зрештою, «великий Ленін» вжили рішучих заходів для надання допомоги населенню. Одна з таких допомог була закупівля хліба за кордоном .

## Причини написання
Причин створення зразкових політично ангажованих п'єс було декілька. З одного боку ще 1921 року Сталін стверджував: «З 140 мільйонів населення РСФР великороси становлять не більше 75 мільйонів» і «Росія неспроможна зберегти свою військово-господарську могутність без паливно-сировинної і харчової допомоги окраїн». Але Сталін вважав, що панувати над ними силою також неможливо. «Тільки татарські, грузинські і т.д. комуністи можуть з успіхом боротися зі своїм грузинським націоналізмом. В цьому обов'язок неруських комуністів». Таким чином, наші «ренесансівці», поборюючи та висміюючи український національний рух та звеличуючи комунізм – допомагали мостовинам удержати в ярмі «окраїни» і допомагала тим самим стати силою, що загрожує всім народам землі.
Утім, Володим Панченко зазначає, що прикметою покоління Хвильового — Куліша був світоглядний дуалізм, про який і справді можна сказати так, як у 1932 р. висловився якийсь «И.Украинец» на сторінках газети «Правда»: «полуреволюционеры, полунационалисты» (за версією Леся Танюка, автором цієї статті міг бути Лазар Каганович). «Блакитні й червоні мрії» жили в душі Куліша водночас. І саме вони, ці мрії, й стали джерелом тяжких суперечностей романтиків революції, які хотіли бути комуністами, творцями нового світу — але й українцями, «аргонавтами» вільної України.
Вважається, що з п'єси М.Куліша "97" в українській драматургії започаткувалася традиція вводити незримий образ Леніна, в якому герої у критичні моменти находять міцну моральну підтримку. Зокрема згадки про червоного вождя у подібному контексті трапляються у багатьох творах письменника. Наприклад у п'єсі «97» Ленін сниться Химі (за первісним авторським задумом Ленін мав являтися в уяві діду Касяну).
Так, образ Леніна далі бачимо у драмі І. Дніпровського «Любов і дим»; подібна сцена є в драматичній поемі О. Леваді і А. Малишка «Жива легенда» («Арсенльці»). Тут пораненому арсенальцю ввижається прихід живого Леніна на місце бою. 

## Проблематика
Драматичний етюд пропонує декілька векторів проблематики:
-        християнське питання (релігійна пропаганда);
-        політвиховання у школах;
-        соціополітичний шкільний рух.
У творах Куліша християнство і комунізм постають не лише як рівноправні світи, а й однаково ілюзорні, хибні та примусові щодо особистості системи, що показово через постійну гру з основними поняттями й ціннотями християнства та радянської ідеології, а також постійну заміну однієї системи на інші.

Для М. Куліша визначною проблемою у шкільній освіті був «старий» тип педагога, тобто вчителя, що орієнтувався у своїх педагогічних практиках на дореволюційну добу. 
«Не старий колишній побут, не історія, а сучасне життя – ось той ґрунт, на якому має ґрунтуватися виховання і навчання наших дітей»
«Легенда про Леніна» пропонує читачеві образ саме такого «старого» педагога, втілений у герої Пастора. Учитель послуговується традиційними, побутовими забобонами, застарілими педагогічними техніками (переказування історії, фізичні покарання, багаторазове переписування текстів) на противагу новим, визначеним Кулішем в есе «Політвиховання й антирелігійна пропаганда в дитячих установах»: розмови, колективні читання, драматичні вправи, революційні ігри, видання шкільної газети, організація гуртків. Пастор також є представником християнства, ворожого комуністичній ідеології. 
«Бога бійся, короля шануй…» 
«Ангелів створив… бог… бог… бог… Кажіть усі» 
На думку ж Куліша, шкільна комуністична освіта має переслідувати мету антирелігійного виховання: визволення дітей з релігійних забобонів, освітлення того, яку шкоду діють релігія та церква, матеріалістичне розуміння явищ природи.
Не лише християнство у п'єсі постає як ворожа ідеологічна система, а релігія у всіх виявленнях. Джан засуджує також і Даосизм:
 «Даоси – шахраї… Даоси напускають на очі туману, а Ленін багато знає і про всіх бідних знає…»
Цікавим постає рішення обрати для п'єси саме китайську школу. Важке економічне становище країни, прихильність Китаю до комунізму та участь громадян у військових діях на боці Червоної армії виправдовують захоплення китайських дітей у п'єсі ідеєю прибуття комуніста Леніна, який врятує всіх від бідності:
«Скоро він прилетить до нас на вихорі, як на коні, й тоді ми проженемо всіх серів і нашого зі школи, і я навіть ударю нашого тричі…»
У п'єсі помітні алюзії на східні традиційні ритуали: побиття учнів палицею, згадка про традиційні китайські страви («па-ба-сянь-цай») та міфологію (дракон).

Роман Бжевський пояснює такий вибір Куліша його прихильністю «виховавчому» завданню «співтворця ренесансу 20 років». Наприклад,  у п’єсі «97» також знаходимо згадку про східну країну: 
«От що синок: тут щось неспроста… Китай за манашками! На вивідки. До кого зайдуть, що казатимуть – про все вивідай, синок…».
Отже, за М.Кулішем, молоде покоління має зробити вибір на користь комунізму, тим самим заперечивши старорелігійні цінності та монархічну систему правління разом із англійським королем.
Від вищезгаданої дуалістичності ідеологічних переконань письменника помітним стає й дуалістичний характер драматичного етюду "Легенда про Леніна". Маючи ідеологічне забарвлення, текст залишає по собі багато нерозв'язаних питань та прихованих сенсів:
- назва етюду носить іронічний характер, адже слово "легенда" має значеннєвий відтінок "що-небудь вигадане, неправдиве"[13];
- наприкінці твору Пастор ставить запитання: "Всякий благочестивець боїться бога і шанує короля... Гм... Не боїться бога і короля хто, скажи мені, Хой?[1], на що Хой відповідає: "Ленін, сер". Ця відповідь приголомшує Пастора, утім "правильної" письменник не наводить;